# Placido Riccardi
Placido (al secolo Tommaso) Riccardi (Trevi, 24 giugno 1844 – Roma, 15 marzo 1915) è stato un monaco cristiano italiano, beatificato da papa Pio XII nel 1954.

## Biografia
Dopo una giovinezza mondana in Umbria, nel 1865 Tommaso Riccardi si trasferì a Roma per studiare filosofia presso il collegio Angelicum.
Nel 1866 entrò nei benedettini cassinesi di San Paolo fuori le mura prendendo il nome di Placido.
Dopo la presa di Roma, fu arrestato come renitente alla leva e condotto in prigionia a Firenze. Rilasciato, tornò a Roma dove fu ordinato sacerdote nel 1871: ebbe tra i suoi allievi Ildefonso Schuster.
Nel 1881 contrasse la malaria, che lo afflisse per il resto della sua vita: per guarire, nel 1882 fu inviato nel monastero di San Pietro a Perugia. Si dedicò alla direzione spirituale delle benedettine di San Magno.
Tornato a Roma, nel 1887 fu nominato dall'abate vicario di Amelia, dove rimase fino al 1894, quando fu nominato rettore della basilica di Santa Maria di Farfa: prese a risiedere presso l'eremo del castello di San Fiano.
Nel 1899 fu richiamato a Roma come confessore durante il giubileo, ma tornò presto a Sanfiano poiché era stato nominato confessore delle monache clarisse di Fara Sabina.
Nel 1914 la comunità di Sanfiano fu trasferita a Farfa. Riccardi morì nel 1915.
È prozio del fondatore della Comunità di S. Egidio, Andrea Riccardi.

## Il culto
La causa di canonizzazione fu introdotta il 3 marzo 1935. Il 4 giugno 1944 papa Pio XII ne decretò l'eroicità delle virtù attribuendogli il titolo di venerabile.
Fu proclamato beato il 5 dicembre 1954. Il suo elogio si legge nel Martirologio romano del 2004 al 25 marzo.